# Saint-Josse
Saint-Josse är en kommun i departementet Pas-de-Calais i regionen Hauts-de-France i norra Frankrike. Kommunen ligger i kantonen Montreuil som tillhör arrondissementet Montreuil. År 2022 hade Saint-Josse 1 055 invånare.

## Befolkningsutveckling
Antalet invånare i kommunen Saint-Josse
| Referens: INSEE |